# Béla Orczy

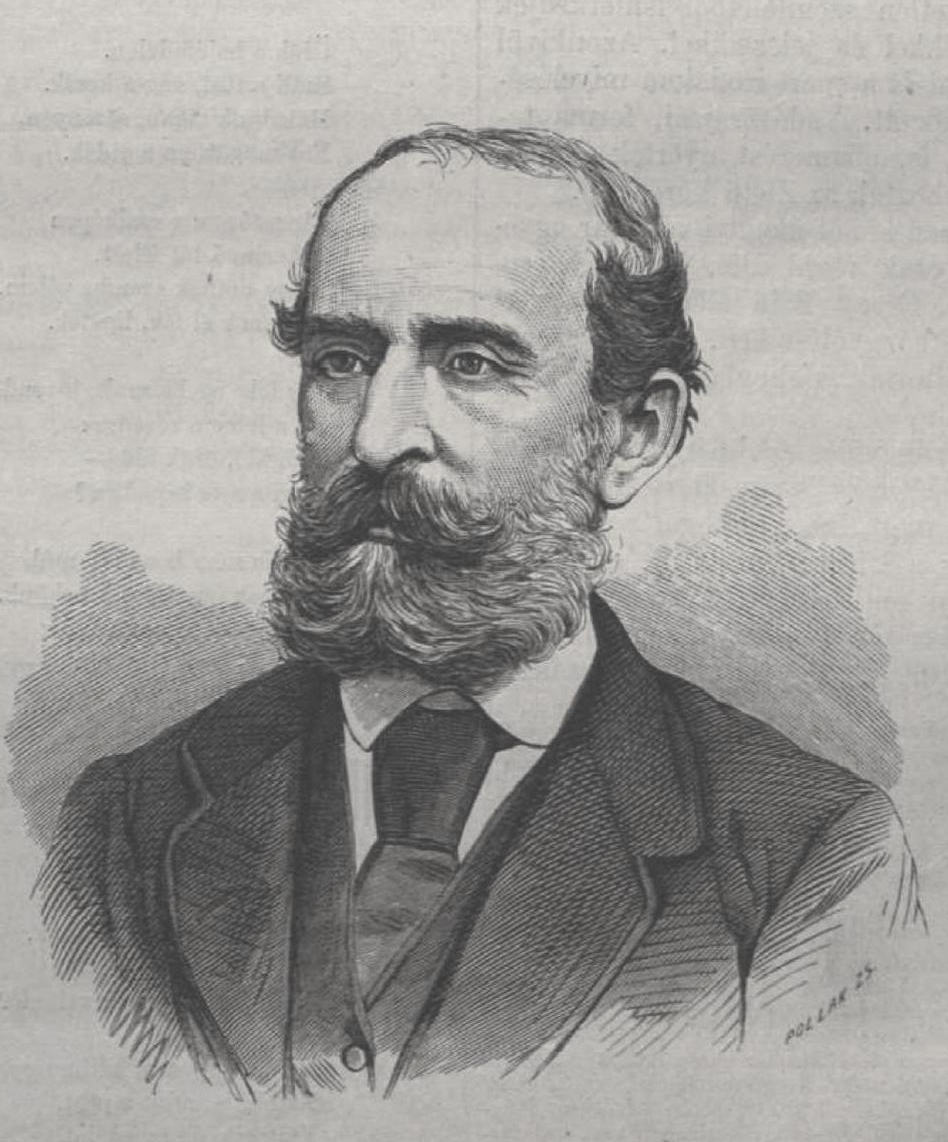
Béla Orczy in 1879

Baron Béla Orczy de Orczi (Pest, 16 januari 1822 – Wenen, 7 februari 1917) was een Hongaars politicus die van 1887 tot 1889 minister van Binnenlandse Zaken was. Hij was tevens enkele maanden lang minister van Defensie in 1884. Tijdens de Hongaarse Revolutie van 1848 trok hij ten strijde tegen de opstandige Serviërs in de Vojvodina. Naast defensieminister en binnenminister, oefende Orczy in de regering-Kálmán Tisza en de regering-Szapáry ook tijdelijk de functies van minister van Openbare Werken en Transport en buitenlandminister uit.